# The Velveteen Rabbit
The Velveteen Rabbit (Brasil: Meu Mundo Encantado ) é um filme do gênero família lançado em 2009.

## Sinopse
Toby Morgan é obrigado a passar as férias de Natal com a severa avó, uma casa grande e solitária. Depois de abraçar um brinquedo que achou no sótão da casa, o mesmo ganha vida, acontecendo também com outros.

## Elenco
- Jane Seymour ... Mãe
- Tom Skerritt ... Horse (voz)
- Ellen Burstyn ... Swan (voz)
- Matthew Harbour ... Toby
- Kevin Jubinville ... John, o pai
- Michael Sinelnikoff ... Butler / Henry
- Una Kay ... Vovó Ellen
- Michael Perron ... Neal
- Walter Massey ... Dr. Kennedy
- Renee Madeline Le Guerrier ... Sra. Tucker
- Jane Gilchrist ... Sra. Miller
- Frances Brady-Stewart ... Sra. Castle
- Jesse Camacho ... Catcher

## Crítica
The Velveteen Rabbit tem aclamação por parte da crítica profissional. No Rotten Tomatoes a pontuação atual é de 86% em base de 7 avaliações.